# Grenze zwischen der Slowakei und Tschechien

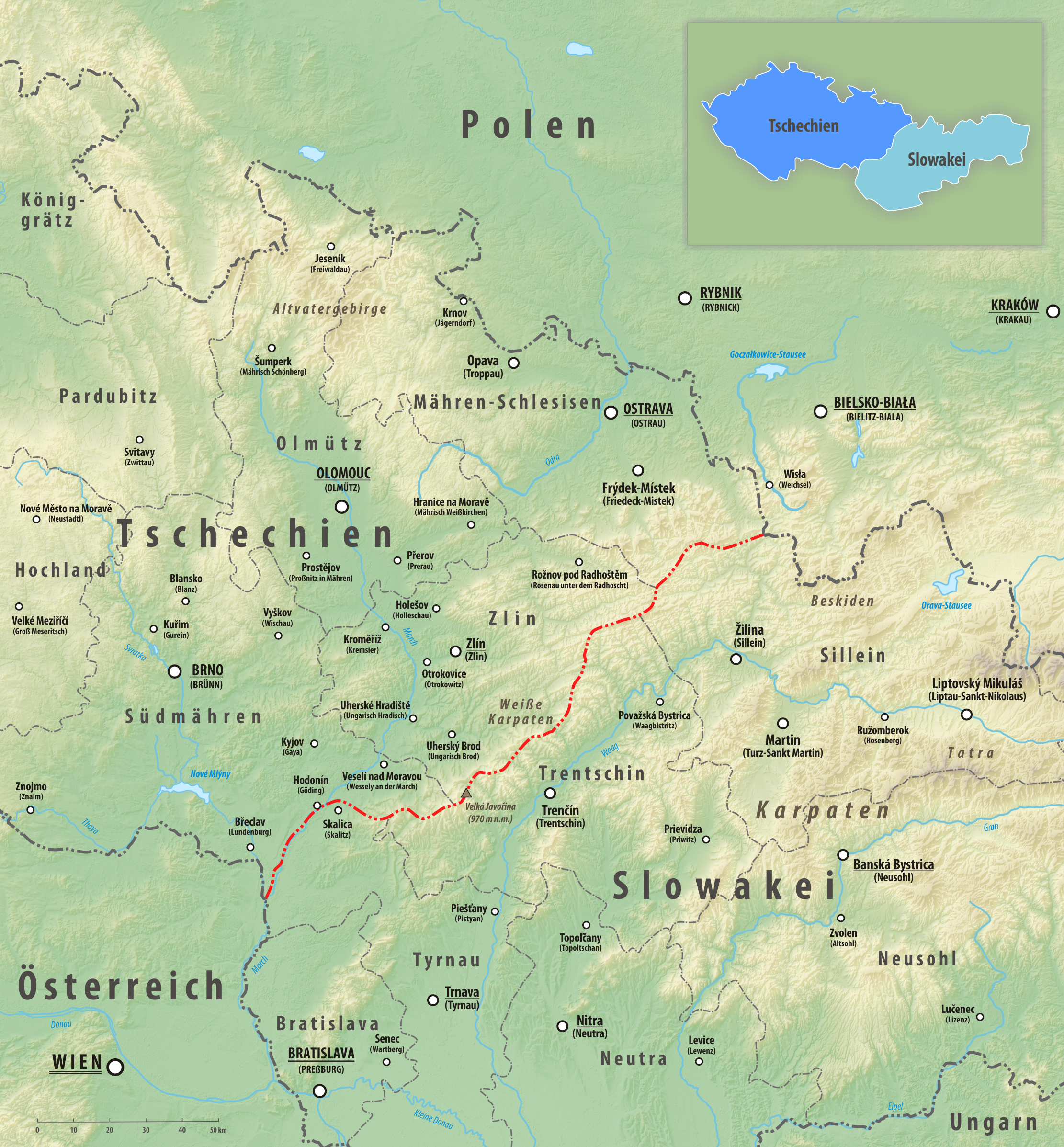
Grenzverlauf Tschechien-Slowakei

Die Grenze zwischen der Slowakei und Tschechien hat eine Länge von 251,8 km, wobei 71 km auf Flussgrenzen entfallen.

## Verlauf
Vom Westen beginnend hat die Grenze ungefähr eine Nordost-Südwest-Richtung. Sie beginnt am Dreiländereck Österreich-Slowakei-Tschechien an der Mündung der Thaya in die March zwischen Sekule und Lanžhot und folgt dem Lauf der March flussaufwärts bis zwischen Rohatec und Skalica. Sie erreicht dann die Weißen Karpaten über das Tal des Sudoměřický potok und verläuft gegen Osten bis in der Raum von Trenčín, wo sie sich nach Nordosten wendet. Über den Wlarapass und den Fluss Vlára erreicht die Grenze den Lissapass zwischen Horní Lideč und Lysá pod Makytou und verläuft nun durch das Javorníky-Gebirge, bevor sie in den Westbeskiden am Dreiländereck Polen-Slowakei-Tschechien bei Hrčava / Čierne nahe dem Jablunkapass endet.
Die angrenzenden Verwaltungseinheiten sind der Trnavský kraj, Trenčiansky kraj und Žilinský kraj in der Slowakei sowie der Jihomoravský kraj, Zlínský kraj und Moravskoslezský kraj in Tschechien.

## Gemeinden an der Staatsgrenze (von Nord nach Süd)
| T S C H E C H I E N                | T S C H E C H I E N                   | T S C H E C H I E N                        | T S C H E C H I E N                  | T S C H E C H I E N        |                         | S L O W A K E I   | S L O W A K E I          | S L O W A K E I | S L O W A K E I   | S L O W A K E I    |
| Kraj (Region)                      | Okres (Bezirk)                        |                                            | Gemeinde                             | Grenz- übertritt           |                         | Grenz- übertritt  |                          | Gemeinde        | Okres (Bezirk)    | Kraj (Region)      |
| ---------------------------------- | ------------------------------------- | ------------------------------------------ | ------------------------------------ | -------------------------- | ----------------------- | ----------------- | ------------------------ | --------------- | ----------------- | ------------------ |
| Polen                              |                                       |                                            |                                      |                            |                         |                   |                          |                 |                   |                    |
| Moravskoslezský (Mähren-Schlesien) | Frýdek-Místek (Friedeck-Mistek)       |                                            | Hrčava (Hertschawa)                  |                            | B e s k i d e n         |                   |                          | Čierne          | Čadca             | Žilinský (Sillein) |
| Moravskoslezský (Mähren-Schlesien) | Frýdek-Místek (Friedeck-Mistek)       | Bukovec u Jablunkova (Bukowetz)            |                                      |                            | B e s k i d e n         |                   |                          | Čierne          | Čadca             | Žilinský (Sillein) |
| Moravskoslezský (Mähren-Schlesien) | Frýdek-Místek (Friedeck-Mistek)       | Mosty u Jablunkova (Mosty in den Beskiden) |                                      |                            | B e s k i d e n         |                   |                          | Čierne          | Čadca             | Žilinský (Sillein) |
| Moravskoslezský (Mähren-Schlesien) | Frýdek-Místek (Friedeck-Mistek)       | Svrčinovec                                 |                                      |                            | B e s k i d e n         |                   |                          |                 | Čadca             | Žilinský (Sillein) |
| Moravskoslezský (Mähren-Schlesien) | Frýdek-Místek (Friedeck-Mistek)       | Čadca (Tschadsa)                           |                                      |                            | B e s k i d e n         |                   |                          |                 | Čadca             | Žilinský (Sillein) |
| Moravskoslezský (Mähren-Schlesien) | Frýdek-Místek (Friedeck-Mistek)       | Raková                                     |                                      |                            | B e s k i d e n         |                   |                          |                 | Čadca             | Žilinský (Sillein) |
| Moravskoslezský (Mähren-Schlesien) | Frýdek-Místek (Friedeck-Mistek)       | Horní Lomná (Ober Lomna)                   |                                      |                            | B e s k i d e n         |                   |                          |                 | Čadca             | Žilinský (Sillein) |
| Moravskoslezský (Mähren-Schlesien) | Frýdek-Místek (Friedeck-Mistek)       | Staškov                                    |                                      |                            | B e s k i d e n         |                   |                          |                 | Čadca             | Žilinský (Sillein) |
| Moravskoslezský (Mähren-Schlesien) | Frýdek-Místek (Friedeck-Mistek)       | Klokočov                                   |                                      |                            | B e s k i d e n         |                   |                          |                 | Čadca             | Žilinský (Sillein) |
| Moravskoslezský (Mähren-Schlesien) | Frýdek-Místek (Friedeck-Mistek)       | Morávka (Morawka)                          |                                      |                            | B e s k i d e n         |                   |                          |                 | Čadca             | Žilinský (Sillein) |
| Moravskoslezský (Mähren-Schlesien) | Frýdek-Místek (Friedeck-Mistek)       | Staré Hamry (Althammer)                    |                                      |                            | B e s k i d e n         |                   |                          |                 | Čadca             | Žilinský (Sillein) |
| Moravskoslezský (Mähren-Schlesien) | Frýdek-Místek (Friedeck-Mistek)       | Bílá (Bila)                                |                                      |                            | B e s k i d e n         |                   |                          |                 | Čadca             | Žilinský (Sillein) |
| Moravskoslezský (Mähren-Schlesien) | Frýdek-Místek (Friedeck-Mistek)       | Korňa                                      |                                      |                            | B e s k i d e n         |                   |                          |                 | Čadca             | Žilinský (Sillein) |
| Moravskoslezský (Mähren-Schlesien) | Frýdek-Místek (Friedeck-Mistek)       | Vysoká nad Kysucou                         |                                      |                            | B e s k i d e n         |                   |                          |                 | Čadca             | Žilinský (Sillein) |
| Moravskoslezský (Mähren-Schlesien) | Frýdek-Místek (Friedeck-Mistek)       | Makov                                      |                                      |                            | B e s k i d e n         |                   |                          |                 | Čadca             | Žilinský (Sillein) |
| Zlínský (Zlin)                     | Vsetín (Wsetin)                       |                                            | Velké Karlovice (Groß Karlowitz)     |                            | B e s k i d e n         |                   |                          |                 | Čadca             | Žilinský (Sillein) |
| Zlínský (Zlin)                     | Vsetín (Wsetin)                       | Karolinka (Karolinenhütte)                 |                                      |                            | B e s k i d e n         |                   |                          |                 | Čadca             | Žilinský (Sillein) |
| Zlínský (Zlin)                     | Vsetín (Wsetin)                       |                                            |                                      | Horná Mariková             | B e s k i d e n         | Považská Bystrica | Trenčiansky (Trentschin) |                 |                   |                    |
| Zlínský (Zlin)                     | Vsetín (Wsetin)                       | Nový Hrozenkov (Neu Hrosenkau)             |                                      | Horná Mariková             | B e s k i d e n         | Považská Bystrica | Trenčiansky (Trentschin) |                 |                   |                    |
| Zlínský (Zlin)                     | Vsetín (Wsetin)                       |                                            |                                      | Lazy pod Makytou (Laaz)    | B e s k i d e n         | Púchov            | Trenčiansky (Trentschin) |                 |                   |                    |
| Zlínský (Zlin)                     | Vsetín (Wsetin)                       | Halenkov (Hallenkau)                       |                                      | Lazy pod Makytou (Laaz)    | B e s k i d e n         | Púchov            | Trenčiansky (Trentschin) |                 |                   |                    |
| Zlínský (Zlin)                     | Vsetín (Wsetin)                       | Huslenky                                   |                                      | Lazy pod Makytou (Laaz)    | B e s k i d e n         | Púchov            | Trenčiansky (Trentschin) |                 |                   |                    |
| Zlínský (Zlin)                     | Vsetín (Wsetin)                       | Valašská Senice (Walachisch Senitz)        |                                      | Lazy pod Makytou (Laaz)    | B e s k i d e n         | Púchov            | Trenčiansky (Trentschin) |                 |                   |                    |
| Zlínský (Zlin)                     | Vsetín (Wsetin)                       | Lysá pod Makytou                           |                                      |                            | B e s k i d e n         | Púchov            | Trenčiansky (Trentschin) |                 |                   |                    |
| Zlínský (Zlin)                     | Vsetín (Wsetin)                       | Francova Lhota (Franzenschlag)             |                                      |                            | B e s k i d e n         | Púchov            | Trenčiansky (Trentschin) |                 |                   |                    |
| Zlínský (Zlin)                     | Vsetín (Wsetin)                       | Střelná (Strzelna)                         |                                      |                            | B e s k i d e n         | Púchov            | Trenčiansky (Trentschin) |                 |                   |                    |
| Zlínský (Zlin)                     | Vsetín (Wsetin)                       | W e i ß e K a r p a t e n                  |                                      |                            |                         | Púchov            | Trenčiansky (Trentschin) |                 |                   |                    |
| Zlínský (Zlin)                     | Vsetín (Wsetin)                       | Zubák                                      |                                      |                            |                         | Púchov            | Trenčiansky (Trentschin) |                 |                   |                    |
| Zlínský (Zlin)                     | Vsetín (Wsetin)                       | Študlov (Studlow)                          |                                      |                            |                         | Púchov            | Trenčiansky (Trentschin) |                 |                   |                    |
| Zlínský (Zlin)                     | Vsetín (Wsetin)                       |                                            |                                      | Červený Kameň (Rotenstein) | Ilava                   |                   | Trenčiansky (Trentschin) |                 |                   |                    |
| Zlínský (Zlin)                     | Zlín (Zlin)                           |                                            | Nedašova Lhota (Nedaschowa Lhotta)   | Červený Kameň (Rotenstein) | Ilava                   |                   | Trenčiansky (Trentschin) |                 |                   |                    |
| Zlínský (Zlin)                     | Zlín (Zlin)                           | Nedašov (Nedaschow)                        |                                      | Červený Kameň (Rotenstein) | Ilava                   |                   | Trenčiansky (Trentschin) |                 |                   |                    |
| Zlínský (Zlin)                     | Zlín (Zlin)                           | Vršatské Podhradie (Löwenstein)            |                                      |                            | Ilava                   |                   | Trenčiansky (Trentschin) |                 |                   |                    |
| Zlínský (Zlin)                     | Zlín (Zlin)                           | Brumov-Bylnice                             |                                      |                            | Ilava                   |                   | Trenčiansky (Trentschin) |                 |                   |                    |
| Zlínský (Zlin)                     | Zlín (Zlin)                           |                                            |                                      | Horné Srnie                | Trenčín (Trentschin)    |                   | Trenčiansky (Trentschin) |                 |                   |                    |
| Zlínský (Zlin)                     | Zlín (Zlin)                           | Horná Súča                                 |                                      |                            | Trenčín (Trentschin)    |                   | Trenčiansky (Trentschin) |                 |                   |                    |
| Zlínský (Zlin)                     | Zlín (Zlin)                           | Štítná nad Vláří-Popov                     |                                      |                            | Trenčín (Trentschin)    |                   | Trenčiansky (Trentschin) |                 |                   |                    |
| Zlínský (Zlin)                     | Zlín (Zlin)                           | Šanov (Schanow)                            |                                      |                            | Trenčín (Trentschin)    |                   | Trenčiansky (Trentschin) |                 |                   |                    |
| Zlínský (Zlin)                     | Uherské Hradiště (Ungarisch Hradisch) |                                            | Pitín (Pitin)                        |                            | Trenčín (Trentschin)    |                   | Trenčiansky (Trentschin) |                 |                   |                    |
| Zlínský (Zlin)                     | Uherské Hradiště (Ungarisch Hradisch) | Žítková (Schitkowa)                        |                                      |                            | Trenčín (Trentschin)    |                   | Trenčiansky (Trentschin) |                 |                   |                    |
| Zlínský (Zlin)                     | Uherské Hradiště (Ungarisch Hradisch) | Drietoma                                   |                                      |                            | Trenčín (Trentschin)    |                   | Trenčiansky (Trentschin) |                 |                   |                    |
| Zlínský (Zlin)                     | Uherské Hradiště (Ungarisch Hradisch) | Starý Hrozenkov (Alt Traubendorf)          |                                      |                            | Trenčín (Trentschin)    |                   | Trenčiansky (Trentschin) |                 |                   |                    |
| Zlínský (Zlin)                     | Uherské Hradiště (Ungarisch Hradisch) | Vyškovec (Wischkowetz)                     |                                      |                            | Trenčín (Trentschin)    |                   | Trenčiansky (Trentschin) |                 |                   |                    |
| Zlínský (Zlin)                     | Uherské Hradiště (Ungarisch Hradisch) | Chocholná-Velčice                          |                                      |                            | Trenčín (Trentschin)    |                   | Trenčiansky (Trentschin) |                 |                   |                    |
| Zlínský (Zlin)                     | Uherské Hradiště (Ungarisch Hradisch) |                                            |                                      | Nová Bošáca                | Nové Mesto nad Váhom    |                   | Trenčiansky (Trentschin) |                 |                   |                    |
| Zlínský (Zlin)                     | Uherské Hradiště (Ungarisch Hradisch) | Lopeník (Lopenik)                          |                                      | Nová Bošáca                | Nové Mesto nad Váhom    |                   | Trenčiansky (Trentschin) |                 |                   |                    |
| Zlínský (Zlin)                     | Uherské Hradiště (Ungarisch Hradisch) | Březová u Uherského Brodu (Bresowa)        |                                      | Nová Bošáca                | Nové Mesto nad Váhom    |                   | Trenčiansky (Trentschin) |                 |                   |                    |
| Zlínský (Zlin)                     | Uherské Hradiště (Ungarisch Hradisch) |                                            | Strání (Strany)                      |                            | Nové Mesto nad Váhom    |                   | Trenčiansky (Trentschin) |                 | Moravské Lieskové |                    |
| Zlínský (Zlin)                     | Uherské Hradiště (Ungarisch Hradisch) | Bzince pod Javorinou (Bzinetz)             | Strání (Strany)                      |                            | Nové Mesto nad Váhom    |                   | Trenčiansky (Trentschin) |                 |                   |                    |
| Zlínský (Zlin)                     | Uherské Hradiště (Ungarisch Hradisch) | Lubina                                     | Strání (Strany)                      |                            | Nové Mesto nad Váhom    |                   | Trenčiansky (Trentschin) |                 |                   |                    |
| Zlínský (Zlin)                     | Uherské Hradiště (Ungarisch Hradisch) | Stará Turá (Altturn)                       | Strání (Strany)                      |                            | Nové Mesto nad Váhom    |                   | Trenčiansky (Trentschin) |                 |                   |                    |
| Jihomoravský (Südmähren)           | Hodonín (Göding)                      |                                            | Nová Lhota (Neu Lhotta)              |                            | Nové Mesto nad Váhom    |                   | Trenčiansky (Trentschin) |                 |                   |                    |
| Jihomoravský (Südmähren)           | Hodonín (Göding)                      |                                            | Nová Lhota (Neu Lhotta)              |                            | Stará Myjava (Altmiawa) | Myjava            | Trenčiansky (Trentschin) |                 |                   |                    |
| Jihomoravský (Südmähren)           | Hodonín (Göding)                      | Javorník nad Veličkou (Jawornik)           |                                      |                            | Stará Myjava (Altmiawa) | Myjava            | Trenčiansky (Trentschin) |                 |                   |                    |
| Jihomoravský (Südmähren)           | Hodonín (Göding)                      | Brestovec                                  |                                      |                            |                         | Myjava            | Trenčiansky (Trentschin) |                 |                   |                    |
| Jihomoravský (Südmähren)           | Hodonín (Göding)                      | Vrbovce (Werbowe)                          |                                      |                            |                         | Myjava            | Trenčiansky (Trentschin) |                 |                   |                    |
| Jihomoravský (Südmähren)           | Hodonín (Göding)                      | Kuželov (Kuschelau)                        |                                      |                            |                         | Myjava            | Trenčiansky (Trentschin) |                 |                   |                    |
| Jihomoravský (Südmähren)           | Hodonín (Göding)                      | Hrubá Vrbka (Gross Wrbka)                  |                                      |                            |                         | Myjava            | Trenčiansky (Trentschin) |                 |                   |                    |
| Jihomoravský (Südmähren)           | Hodonín (Göding)                      | Tvarožná Lhota                             |                                      |                            |                         | Myjava            | Trenčiansky (Trentschin) |                 |                   |                    |
| Jihomoravský (Südmähren)           | Hodonín (Göding)                      | Chvojnica (Funschel)                       |                                      |                            |                         | Myjava            | Trenčiansky (Trentschin) |                 |                   |                    |
| Jihomoravský (Südmähren)           | Hodonín (Göding)                      | Radějov                                    |                                      |                            |                         | Myjava            | Trenčiansky (Trentschin) |                 |                   |                    |
| Jihomoravský (Südmähren)           | Hodonín (Göding)                      |                                            |                                      | Chropov (Kroppau)          | Skalica                 | Trnavský (Tyrnau) |                          |                 |                   |                    |
| Jihomoravský (Südmähren)           | Hodonín (Göding)                      | Skalica (Skalitz)                          |                                      |                            | Skalica                 | Trnavský (Tyrnau) |                          |                 |                   |                    |
| Jihomoravský (Südmähren)           | Hodonín (Göding)                      | Sudoměřice                                 |                                      |                            | Skalica                 | Trnavský (Tyrnau) |                          |                 |                   |                    |
| Jihomoravský (Südmähren)           | Hodonín (Göding)                      | Rohatec (Rohatetz)                         |                                      |                            | Skalica                 | Trnavský (Tyrnau) |                          |                 |                   |                    |
| Jihomoravský (Südmähren)           | Hodonín (Göding)                      | M a r c h                                  |                                      |                            | Skalica                 | Trnavský (Tyrnau) |                          |                 |                   |                    |
| Jihomoravský (Südmähren)           | Hodonín (Göding)                      | Hodonín (Göding)                           |                                      |                            | Skalica                 | Trnavský (Tyrnau) |                          |                 |                   |                    |
| Jihomoravský (Südmähren)           | Hodonín (Göding)                      | Kátov (Katow)                              |                                      |                            | Skalica                 | Trnavský (Tyrnau) |                          |                 |                   |                    |
| Jihomoravský (Südmähren)           | Hodonín (Göding)                      | Holíč (Holitsch)                           |                                      |                            | Skalica                 | Trnavský (Tyrnau) |                          |                 |                   |                    |
| Jihomoravský (Südmähren)           | Hodonín (Göding)                      | Kopčany (Koptschan)                        |                                      |                            | Skalica                 | Trnavský (Tyrnau) |                          |                 |                   |                    |
| Jihomoravský (Südmähren)           | Hodonín (Göding)                      | Mikulčice (Mikultschitz)                   |                                      |                            | Skalica                 | Trnavský (Tyrnau) |                          |                 |                   |                    |
| Jihomoravský (Südmähren)           | Břeclav (Lundenburg)                  |                                            | Moravská Nová Ves (Mährisch Neudorf) |                            | Skalica                 | Trnavský (Tyrnau) |                          |                 |                   |                    |
| Jihomoravský (Südmähren)           | Břeclav (Lundenburg)                  | Radimov                                    | Moravská Nová Ves (Mährisch Neudorf) |                            | Skalica                 | Trnavský (Tyrnau) |                          |                 |                   |                    |
| Jihomoravský (Südmähren)           | Břeclav (Lundenburg)                  | Týnec na Moravě (Teinitz)                  |                                      |                            | Skalica                 | Trnavský (Tyrnau) |                          |                 |                   |                    |
| Jihomoravský (Südmähren)           | Břeclav (Lundenburg)                  | Unín (Unín)                                |                                      |                            | Skalica                 | Trnavský (Tyrnau) |                          |                 |                   |                    |
| Jihomoravský (Südmähren)           | Břeclav (Lundenburg)                  | Letničie (Letnitz)                         |                                      |                            | Skalica                 | Trnavský (Tyrnau) |                          |                 |                   |                    |
| Jihomoravský (Südmähren)           | Břeclav (Lundenburg)                  | Tvrdonice (Turnitz)                        |                                      |                            | Skalica                 | Trnavský (Tyrnau) |                          |                 |                   |                    |
| Jihomoravský (Südmähren)           | Břeclav (Lundenburg)                  | Petrova Ves (Petersdorf)                   |                                      |                            | Skalica                 | Trnavský (Tyrnau) |                          |                 |                   |                    |
| Jihomoravský (Südmähren)           | Břeclav (Lundenburg)                  | Gbely (Egbell)                             |                                      |                            | Skalica                 | Trnavský (Tyrnau) |                          |                 |                   |                    |
| Jihomoravský (Südmähren)           | Břeclav (Lundenburg)                  | Lanžhot (Landshut in Mähren)               |                                      |                            | Skalica                 | Trnavský (Tyrnau) |                          |                 |                   |                    |
| Jihomoravský (Südmähren)           | Břeclav (Lundenburg)                  | Brodské (Brodsko)                          |                                      |                            | Skalica                 | Trnavský (Tyrnau) |                          |                 |                   |                    |
| Jihomoravský (Südmähren)           | Břeclav (Lundenburg)                  |                                            |                                      | Kúty (Kutti)               | Senica                  | Trnavský (Tyrnau) |                          |                 |                   |                    |
| Jihomoravský (Südmähren)           | Břeclav (Lundenburg)                  | Sekule (Sekeln)                            |                                      |                            | Senica                  | Trnavský (Tyrnau) |                          |                 |                   |                    |
| Österreich                         |                                       |                                            |                                      |                            |                         |                   |                          |                 |                   |                    |

|  |  |  |  |

## Geschichte
Die Grenze entspricht im Wesentlichen der historischen Grenze zwischen der Markgrafschaft Mähren und dem Königreich Ungarn (Oberungarn), mit einem kurzen Abschnitt an Niederösterreich nahe dem Zusammenfluss von March und Thaya sowie an Schlesien (bzw. Österreichisch-Schlesien) im östlichsten Teil. Die heutige Staatsgrenze entstand 1993 und ist nahezu identisch mit der vorherigen Landesgrenze zwischen dem tschechischen und slowakischen Landesteil der Tschechoslowakei seit 1918. 1996 wurde eine Grenzbereinigung vereinbart, in der insgesamt 452 Hektar gegenseitig getauscht und die vorher tschechische Siedlung U Sabotů (seit 1998 Šance und Teil von Vrbovce) gegen den slowakischen Teil von Sidónia (seither Sidonie und Teil von Brumov-Bylnice) getauscht wurde. Außerdem wurde der Grenzverlauf an der March korrigiert, so dass er nunmehr dem regulierten Flussbett anstelle dem vorherigen mäandrierten Lauf folgt. Die Grenze wurde von 285 auf 251 km verkürzt.
Seit 28. September 2022 kontrolliert Tschechien die Grenzen zur Slowakei aufgrund erhöhtem Schleppertums.

## Grenzübergänge
Siehe dazu Slowakische Grenzübergänge in die Nachbarstaaten#Tschechien